# Demokratiutredningen (2014)
Demokratiutredningen, egentligen 2014 års Demokratiutredning – Delaktighet och jämlikt inflytande (Ju 2014:19), var en svensk statlig offentlig utredning som genomfördes 2014-2015. Den undersökte bland annat möjligheterna till inflytande och delaktighet i Sverige mellan de allmänna valen, de politiska partiernas funktionssätt samt de förtroendevaldas representativitet och villkor. Utredningen resulterade i slutbetänkandet Låt fler forma framtiden!, (SOU 2016:5), som lades fram i januari 2016.
Utredningen tillsattes under sommaren 2014 för att analysera behovet av och utarbeta förslag till åtgärder för att öka och bredda engagemanget inom den representativa demokratin och åtgärder skulle föreslås som kunde bidra till att stärka delaktigheten och inflytandet mellan valen, särskilt för väljargrupper som uppvisade svagt politiskt engagemang. Det inkluderade att föreslå författningsändringar som kunde vara nödvändiga, men inte ändringar i grundlag eller riksdagsordningen. Det ingick även i utredningens uppdrag att skapa en offentlig debatt om dessa frågor.
Utredare var Olle Wästberg. Till utredningen fanns en parlamentarisk referensgrupp knuten. Den bestod av politiker från såväl nationell som lokal nivå. Utöver det fanns det även en expertgrupp med forskare och representanter från berörda myndigheter och organisationer som bistod utredningen i dess arbete.
Ett av utredningens förslag var att införa rösträtt från 16 år, först på prov i frivilliga kommuner och landsting valet 2018. Det motiverades bland annat med att 16 år är en myndighetsålder för till exempel straffbarhet och företagssamhet, att genomsnittsåldern för förstagångsväljare ändå hamnar på över 18 år, att tidigare förstagångsval leder till högre framtida valdeltagande och att  försök i andra länder haft positiva effekter. Förslaget genomfördes inte. 